# Emiliano Viviano
Emiliano Viviano (Fiesole, Provincia de Florencia, Italia, 1 de diciembre de 1985) es un exfutbolista italiano que jugaba como guardameta.

## Selección nacional
Ha sido internacional con la selección de fútbol de Italia en 6 ocasiones. Debutó el 7 de septiembre de 2010, en un encuentro válido para la clasificación para la Eurocopa 2012 ante la selección de las Islas Feroe que finalizó con marcador de 5-0 a favor de los italianos.

### Participaciones en la Copa del Mundo
| Mundial                     | Sede         | Resultado        |
| --------------------------- | ------------ | ---------------- |
| Copa Mundial Sub-20 de 2005 | Países Bajos | Cuartos de final |

### Participaciones en Eurocopas
| Eurocopa                | Sede         | Resultado    |
| ----------------------- | ------------ | ------------ |
| Eurocopa Sub-21 de 2007 | Países Bajos | Primera fase |

## Clubes
| Club                   | País       | Año       |
| ---------------------- | ---------- | --------- |
| A. C. Cesena           | Italia     | 2004-2005 |
| Brescia Calcio         | Italia     | 2005-2009 |
| Bologna F. C.          | Italia     | 2009-2011 |
| Inter de Milán         | Italia     | 2011-2012 |
| U. S. Palermo          | Italia     | 2012      |
| ACF Fiorentina         | Italia     | 2012-2013 |
| Arsenal F. C.          | Inglaterra | 2013-2014 |
| U. C. Sampdoria        | Italia     | 2014-2018 |
| Sporting de Lisboa     | Portugal   | 2018-2019 |
| SPAL 2013              | Italia     | 2019      |
| Sporting de Lisboa     | Portugal   | 2019      |
| Fatih Karagümrük S. K. | Turquía    | 2020-2023 |
| Ascoli Calcio 1898 FC  | Italia     | 2023-     |

## Palmarés

### Campeonatos nacionales
| Título | Club          | País       | Año     |
| ------ | ------------- | ---------- | ------- |
| FA Cup | Arsenal F. C. | Inglaterra | 2013-14 |